# Bracht (Schmallenberg)

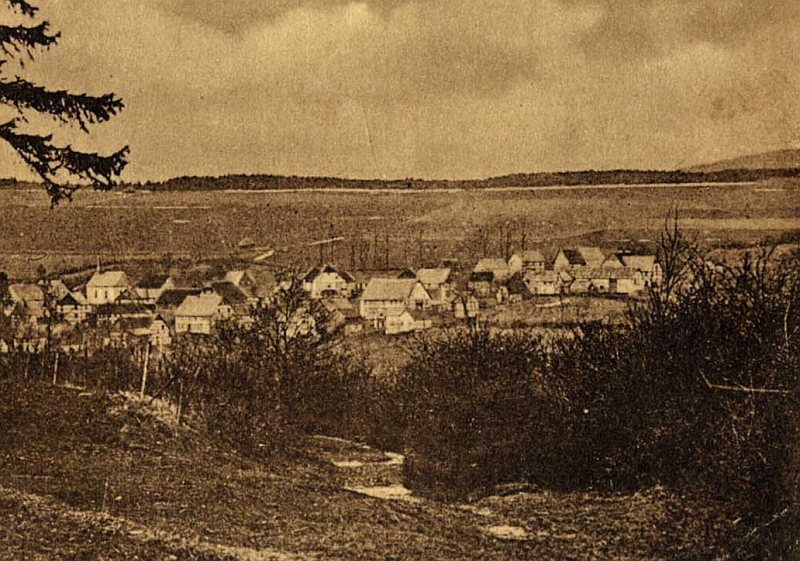
Bracht 1917

Bracht ist ein Stadtteil von Schmallenberg im nordrhein-westfälischen Hochsauerlandkreis.

## Geographie

### Geographische Lage
Bracht liegt nördlich der Saalhauser Berge am Rand des Naturparks Sauerland-Rothaargebirge im Südwesten des Hochsauerlandkreises; rund 1 km westlich verläuft die Grenze zum Kreis Olpe. Es ist der westlichste Ortsteil im Schmallenberger Stadtgebiet und liegt rund 8,5 km von dessen Kernstadt entfernt.
Das Dorf befindet sich in einem Hochtal, das an drei Seiten von Bergen (mit Saalhauser Bergen im Süden) umgeben ist, nur nach Nordosten geöffnet ist und in dieser Richtung vom südlich der Ortschaft entspringenden und durch das Dorf fließenden Brachter Bach als linker Quellbach des Wenne-Zuflusses Arpe entwässert wird. Es liegt etwa auf 460 bis 490 m ü. NN zwischen meist bewaldeten Erhebungen von etwa 480 bis 688,5 m ü. NN (Himberg); zu diesen gehört auch der direkt südwestlich gelegene Berg Bracht 599,9 m ü. NN.
In der Dorfmitte zweigt die Landesstraße 928 (Oedingen–Schmallenberg) von der L 737 ab; sie führt, insbesondere im Gleierbachtal verlaufend, nach Gleierbrück (östlicher Ortsteil von Lennestadt), das sich etwa 5 km südlich von Bracht jenseits der Saalhauser Berge befindet.
Um das Dorf liegt das Landschaftsschutzgebiet Ortsrandlage Bracht.

### Nachbarorte
Dörfer und Weiler der Umgebung sind (im Uhrzeigersinn): Herschede (Nordnordosten), Kückelheim (Nordosten),
Werntrop (Ostsüdosten), Saalhausen und Gleierbrück (Süden), Rotbusch und Hebbecke (Südwesten), Brenschede (Westen), Oedingen mit Oedingerberg (Nordwesten) und Leckmart (Nordnordwesten).

## Geschichte

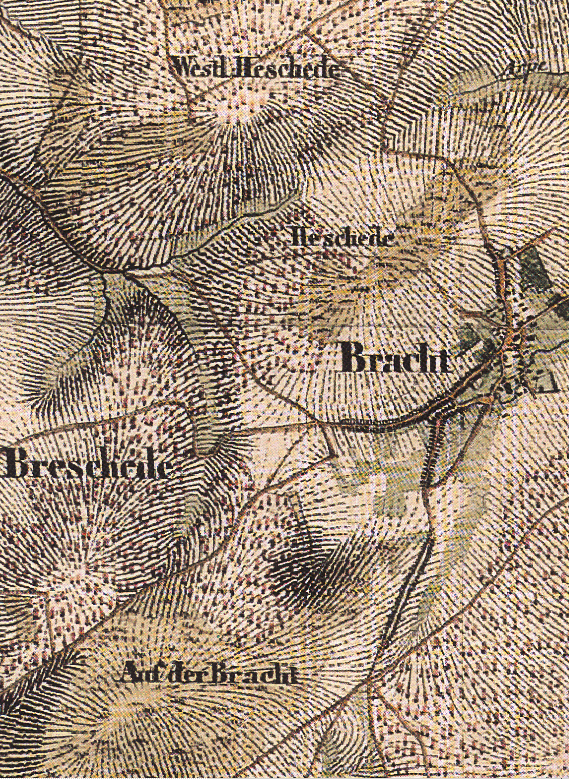
Ausschnitt Bracht, preußische Uraufnahme 1841, Historika25

Mangels Dokumenten ist eine genaue zeitliche Zuordnung der Gründung Brachts nicht möglich. In einer Urkunde des späteren Grafen Wilhelm von Arnsberg aus dem 1306 wurden die Brüder Richard und Dietrich von Bracht erstmals urkundlich erwähnt.
1490 gab es ein Gut Bracht im Besitz der Familie von Schledorn. Johann von Schledorn heiratete 1522 Anna von Ploch-Iseren aus einer ebenfalls alten Ritterfamilie („iseren armigi“), und kam so auf den Plochhof in Oberveischede. Das Gut Bracht erbte seine älteste Tochter. Bereits 1536 wurde die steuerpflichtige Brachter Bevölkerung im Schatzungsregister namentlich erfasst.  1645 wurde Bracht auf der Karte Westphalia Ducatus kartografisch erfasst.
Bis zur kommunalen Neugliederung in Nordrhein-Westfalen gehörte Bracht (im sogenannten Hawerland) zur Gemeinde Wormbach. Seit dem 1. Januar 1975 ist Bracht ein Ortsteil der Stadt Schmallenberg.

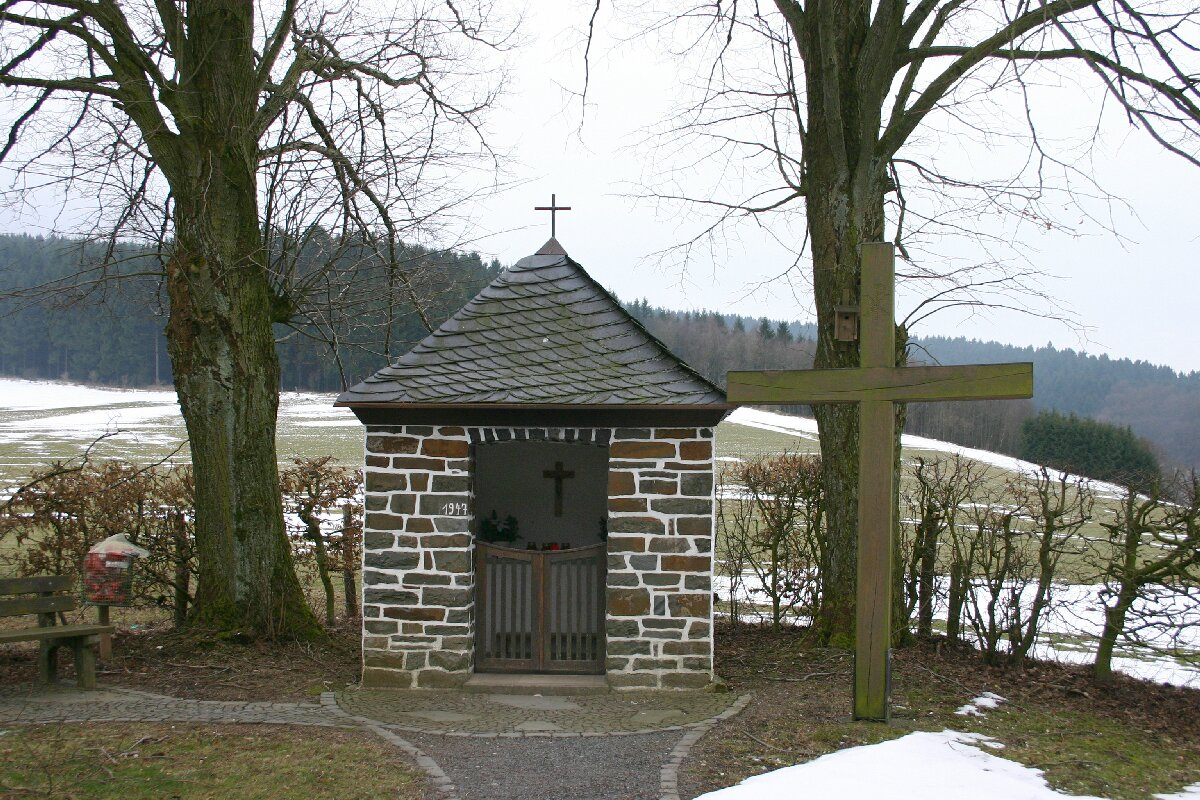
Bildstock an der Heidenstraße in Bracht am ehemaligen Schlag (Zollstelle)

Der Ort liegt an einem Kreuzungspunkt der Heidenstraße von Köln über Elspe, Bracht, Wormbach nach Kassel sowie des Kriegerweges von Siegen kommend.
Der letztere führte über das Steinerne Kreuz durch das Gleiertal und wurde vom Gericht Bilstein durch einen Schlag (Schlagbaum bei Christes Hude) kontrolliert. Über den Wehrscheid führt der alte Verkehrsweg bis vor den Ort Bracht, wo dieser mit einer Landwehr abgeriegelt und zu der Zollstelle an die Heidenstraße abknickte. Der „Kriegerweg“ kreuzte westlich des Ortes vor dem Schlag die Heidenstraße und führte weiter über Herschede, Oberlandenbeck in Richtung Norden.
Im Urkataster sind die Flurbezeichnungen Landwehr und Schlag noch erhalten. In der Örtlichkeit sind die Landwehren um den Ort herum noch streckenweise als tiefe Gräben mit Wällen zu erkennen.
Die Gerichtsbezirke Fredeburg und Bilstein trennten sich in der Gleie, das Gericht Oedingen mit Fredeburg oberhalb der Limmecke vor Brenschede.
Bei dem Fliegerangriff auf Bracht am Weißen Sonntag, 8. April 1945 wurden große Teile des Dorfes, insbesondere die Schule (Christine-Koch-Schule) sowie die Kirche zerstört.

## Religion

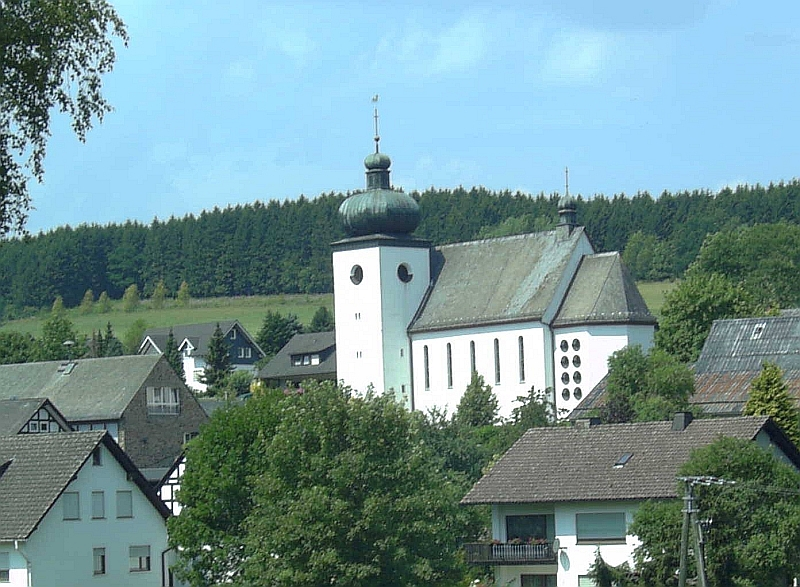
Kirche St. Marien in Bracht

In Bracht gibt es die katholische Pfarrgemeinde St. Marien mit der gleichnamigen Kirche.

## Öffentliche Einrichtungen
Im Dorf befindet sich ein Kindergarten und eine Gastwirtschaft.

## Veranstaltungen im Jahr
Sportfest (Sportverein BVB Bracht), Schützenfest (Immer zweites Wochenende im Juli vom Schützenverein), Weizenbierfest, Vatertagstreffen an Christi Himmelfahrt (SGV Hütte), 1. Mai-Feier (SGV Hütte)

## Wirtschaft

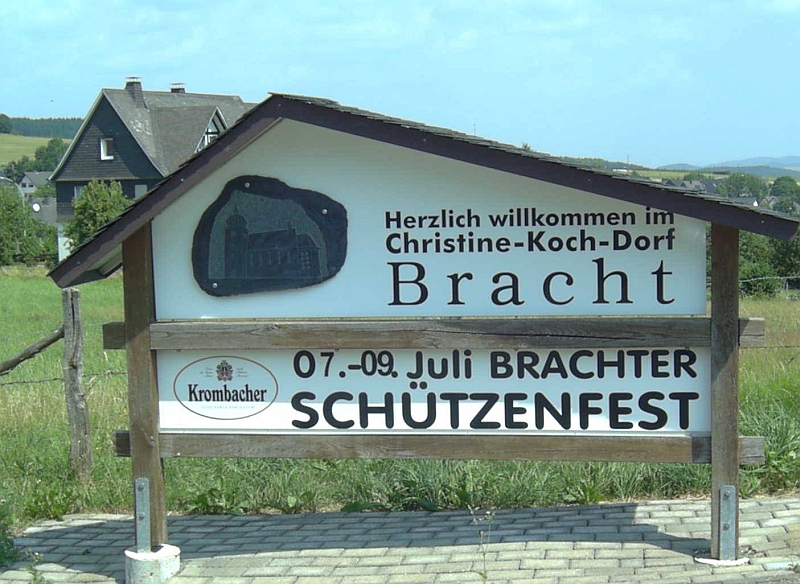
Christine-Koch-Dorf Bracht

Größte Arbeitgeber im Ort ist eine Eloxal-Firma, welche Oberflächen von Aluminium-Bauteilen veredelt. Weiterhin gibt es ein Autozubehörhandel, Transport- und Baustoffunternehmen, eine Firma für Geothermik sowie eine Zimmerei. Die Stadtsparkasse Schmallenberg sowie eine Bausparkasse haben hier eine Zweigstelle. Ferner sind in Bracht landwirtschaftliche und handwerkliche Betriebe ansässig.

## Persönlichkeiten
- Franz Geueke (1887–1942), Journalist und Widerstandskämpfer gegen den Nationalsozialismus
- Christine Koch (1869–1951), Lyrikerin sauerländischer Mundart. Eine nach ihr benannte bewirtschaftete Wanderhütte befindet sich 1 km vor dem Ort. Im Jahr 2007 wurde ein Christine Koch-Denkmal im Ort errichtet.
- Franz Joseph Koch (1875–1947), Lehrer und Autor